# 齋藤裕 (実業家)
齋藤 裕（さいとう ひろし、1920年9月18日 - 2000年10月6日）は、日本の実業家。

## 概要
1987年から1993年まで新日本製鐵（新日鉄、現日本製鉄）社長、1993年から1998年まで新日鉄会長、1994年から1998年まで経済団体連合会評議員会議長を務めた。国際鉄鋼協会会長等も歴任した。

## 経歴
東京市日本橋大伝馬町出身。1938年に東京府立第一中学校を卒業後、東京商科大学（現・一橋大学）に進学した。八幡製鐵に入社し、営業や原料、米国事務所長、エンジニアリングなど様々な実働部隊を経験し、1987年に新日鉄社長に就任した。社長在任中はトヨタ自動車重視の方針を開始。プラザ合意後の円高不況打開に向け高炉休止など合理化を進める一方、新日鐵創立20周年事業として紀尾井ホールを建設するなど、社会貢献にも努めた。1988年及び1993年の2度に国際鉄鋼協会会長に就任した。1990年経団連副会長。1994年経団連評議会議長。また、日本プロジェクト産業協議会会長、如水会理事長等も歴任した。1995年に勲一等瑞宝章を受章。2000年10月6日、呼吸不全のため死去した。墓所は多磨霊園(11-1-13)